# Ciceó
El ciceó (del grec κυκεών ῶνος kykeon "barrejat", en llatí cўcĕōn, ōnis) és una beguda ritual associada als Misteris d'Eleusis de l'Antiga Grècia relativa la culte de Demèter i Persèfone. La seva composició real no és coneguda exactament, però es pensa que entre els seus ingredients hi ha l'ordi, la mel, el vi, l'aigua, el formatge de cabra, el fong al·lucinogen Claviceps purpurea del sègol i la menta.
En l'Odissea d'Homer, el ciceó és la poció màgica que ofereix la maga Circe, com a hospitalitat als companys d'Ulisses que són transformats en porcs. Per contra, Ulisses, quan beu aquesta barreja en una tassa d'or, resta immune al sortilegi gràcies a la planta antídot (moli) proporcionada per Hermes i pot així salvar els seus companys.